# 스테파노 마우리
스테파노 마우리(이탈리아어: Stefano Mauri, 1980년 1월 8일 ~ )는 이탈리아의 전 축구 선수로서, 현역 시절 포지션은 공격형 미드필더였다. 그의 장점은 드리볼 능력과 패스이고 주발이 왼발이지만 오른발도 잘쓴다.

## 선수 경력
마우리는 16살에 브루게리오에서 선수 생활을 시작했다. 2년후 메다로 이적하여 세리에 C와 세리에 D에서 3년을 보냈다.
2001년에 모데나에 입단하였고, 2002년 9월 밀란에게 진 경기에서 세리에 A 데뷔전을 치렀다. 잘로블루와 마우리는 브레시아로 이적하기전까지 좋은 두 시즌을 보냈다.
브레시아에서 그는 30경기 출장 7골을 넣으며 또다른 좋은 시즌을 보냈다. 2004년에 공동소유 계약으로 우디네세에 입단했다. 그는 두 번째 시즌에 정기적인 출전자리를 잃기전까지 스타디오 프리울리에서 두 시즌을 보냈다.
이후 2006년 SS 라치오로 이적했으며, 톰마소 로키가 인테르 밀란으로 이적한 후 주장직을 맡기도 했다.
그 뒤 2013년 승부조작 혐의에 연루되어 구속되었으며, 수사 과정에서 승부조작 가담 혐의에 대해 무죄 판결을 받았으나 승부조작 방관 혐의가 적용되어 6개월 출장 정지 처분을 받았고, 이에 불복해 항소했으나 패소해 징계 기간이 9개월로 늘어나게 되었다.
2015년 소속팀과 계약이 만료되었다. 그러나 8월 21일 라치오에 다시 합류했다.

## 수상
라치오
- 코파 이탈리아: 2008–09, 2012–13
- 수페르코파 이탈리아나: 2009